# Уильямс, Тед (комментатор)
Тед Уильямс (англ. Ted Williams; 22 сентября 1957, Бруклин, Нью-Йорк) — американский диктор и комментатор из города Колумбус, штат Огайо, ставший знаменитым после короткого интервью, выложенного на YouTube, которое он дал, являясь бездомным. Вирусный ролик стал сенсацией в первых числах января 2011 года. Теда тут же прозвали «Бездомным с золотым голосом» (англ. «Homeless Man with the Golden Voice»). Оригинальный ролик (впервые опубликованный на сайте Columbus Dispatch) был вскоре удалён с YouTube, в целях защиты авторских прав на него, несмотря на это на YouTube остаются многочисленные копии ролика, сделанные пользователями сервиса. Оригинальное видео собрало более 13 млн просмотров перед тем, как было удалено.

## Биография
Тед Уильямс родился и вырос в бедном квартале Бедфорд-Стайвесант, в районе Бруклин (Нью-Йорк). По словам его матери, Теда назвали в честь знаменитого бейсболиста, поклонником которого был его отец. Уильямс отслужил 3 года в Армии США, был с почётом уволен в запас, посещал школу дикторов. Он загорелся идеей стать радиоведущим ещё в 14 лет, когда с удивлением обнаружил, что один из дикторов выглядит совершенно не так, каким он себе его представлял по голосу. Уильямс имел опыт работы диск-жокеем на радиостанции. Он вёл некоторое время ночной эфир на WVKO (AM) в Колумбусе, когда эта станция вещала соул. Уильямс рассказал, что примерно с 1993 года у него начались проблемы с наркотиками (кокаином и крэком) и алкоголем. Зависимость сильно осложнила его карьеру и в результате довела его до бездомного существования.
Однако к середине 2007 года Теду удалось победить пагубные привычки, с тех пор он, по его словам, не принимал наркотики и алкоголь.
Ролик, прославивший Теда, был снят в Колумбусе, штат Огайо на Хадсон-Стрит у развязки трассы I-71 (40°00′54″ с. ш. 82°59′42″ з. д.), и обнародован на сайте Columbus Dispatch 3 января 2011 года Доралом Ченовесом (Doral Chenoweth).
Затем ролик был размещён анонимным пользователем на YouTube и за один день собрал миллион просмотров.
История Теда также быстро распространилась посредством социальных новостных сайтов, множество людей предлагали ему деньги, одежду, работу. Уже 5 января Вильямс появился в телешоу «Dave and Jimmy Show» на WNCI, и дал интервью (гладко выбритый и аккуратно подстриженный) на The Early Show на канале CBS.
6 января он дал интервью на The Today Show, где снова продемонстрировал свой поставленный голос, и сообщив, что получил предложение от Kraft Foods. Новый рекламный ролик Kraft Foods с голосом Вильямса выйдет в эфир 9 января во время трансляции Kraft Fight Hunger Bowl в Сан-Франциско.
5 января Тед собирался вылететь в Нью-Йорк, чтобы воссоединиться со своей 90-летней мамой. У него возникли проблемы с документами, но один из телеканалов потом сообщил, что ему всё-таки удалось вылететь.
В этот же день баскетбольный клуб НБА Кливленд Кавальерс принял Теда на работу и предоставил ему жильё. Тед теперь будет комментировать матчи с участием клуба на домашней площадке клуба — Квикен Лоэнс-арене.

## Личная жизнь
У Уильямса девять детей: семь дочерей и двое сыновей.
Став знаменитым, Уильямс смог вылететь в Нью-Йорк, где после многих лет разлуки снова увидел свою 92-летнюю маму.